# Chumps

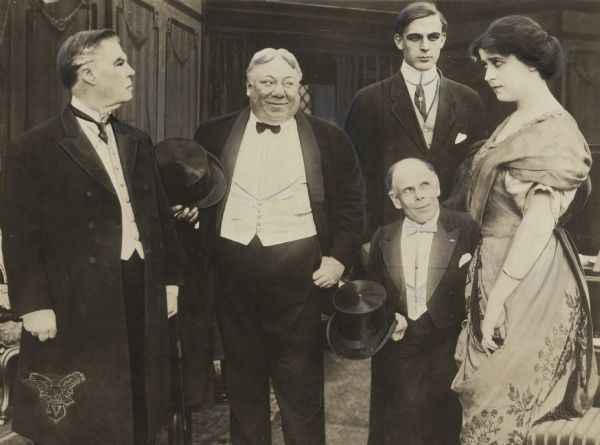
Fotograma de la pel·lícula. D'esquerra a dreta: William Shea, John Bunny, Wallace Reid, Marshall P. Wilder i Leah Baird.

Chumps és una pel·lícula muda de la Vitagraph digirida per George D. Baker i protagonitzada per John Bunny, Leah Baird i Marshall P. Wilder. Basada en un guió de Wallace Reid que també actuava, la pel·lícula, d'una bobina, es va estrenar el 16 de gener de 1912. Probablement es tracta d'una pel·lícula perduda.

## Argument
El senyor Bunny i el senyor Marsh assisteixen a un espectacle i tots dos s'enamoren de Lauretta, una encantadora ballarina. Li envien les seves targetes i l'acompanyen a casa amb taxi. El seu pare rep amb desgrat aquestes atencions i li prohibeix tornar-los a veure. Quan el seu pare marxa, però, els envia a cadascun una nota per a que la visitin. El primer en arribar és el senyor Bunny que es presenta amb una caixa de dolços. Mentre ell i Lauretta estan parlant, s'anuncia l'arribada de Marsh. Bunny s'amaga darrere de les cortines. Marsh. arriba amb un immens ram de roses i ocupa el lloc de Bunny fins que arriba un tercer visitant. Marsh es veu obligat a amagar-se darrere de la tapa del piano de cua, sota la coberta. La tercera persona és un home alt, jove i guapo. Just en aquell moment torna el seu pare torna i aquest visitant es refugia sota el sofà. Això és massa per als tres homes. Bunny i Marsh revelen la seva presència al vell home i li desitgen una bona nit. El jove alt sembla desconcertat. Marsh i Bunny proclamen la seva admiració per la filla del vell i li diuen que les seves intencions són honorables. En aquell moment apareix el jove alt, els aparta i declara amb valentia que s'ha casat en secret amb Lauretta i que ara és la seva dona. Marsh s'ensorra i Bunny pren el seu amic i se l'enduu plorant com un nadó.

## Repartiment
- John Bunny (Mr. Bunny)
- Marshall P. Wilder (Mr. Marsh)
- Leah Baird (Laurette)
- William Shea (el pare)
- Wallace Reid (el tercer pretendent)